# 岡田仲太郎
岡田 仲太郎（おかだ なかたろう、1920年（大正9年）3月27日 - 2002年（平成14年）10月4日）は、日本の政治家。埼玉県桶川市長（3期）。

## 来歴
埼玉県出身。高等小学校卒。1940年から2年間、兵役に就く。戦後の1946年、桶川町の農地委員となり、その後は農民運動、平和運動、福祉活動などに加わり、その一方で土地改良区理事長を務めた。1959年から桶川町議会議員を2期務め、1973年の桶川市長選挙で当選し、市長を3期務める。1985年の市長選挙にも立候補したが、落選した。